# Vegetație mediteraneeană
Variabilitatea condițiilor climatice și ecologice explică diversitatea covorului vegetal nord-african mediteraneean. Ca și clima, vegetația nord-africană reprezintă o trecere de la vegetația mediteraneeană spre una de stepă și apoi la deșert (Sahara).

## Generalități derelief, climatice șiflorale
În regiunea Atlas vegetația mediteraneeană este mai apropiată de cea sud-europeană din Italia și Spania; în acest sens Marea Mediterană, spre deosebire de Sahara, n-a constituit o graniță naturală. Uscăciunea periodică determină adaptări specifice, iar alternanța sezoanelor, ritmicitatea vegetației. În sezonul ploios, plantele înmuguresc și înfloresc; în perioada de secetă, vegetează. Plantele care alcătuiesc păduri și asociații de tufișuri mediteraneene au în cea mai mare parte frunze persistente, veșnic verzi (sempervirescente). Frunzele au însă dimensiuni mici sau sunt transformate în țepi; în alte cazuri, sunt îngroșate, aspre, pieloase, lucioase, ceroase sau cu solzi, adaptări prin care acestea atenuează transpirația. Frunzele și florile lor, viu colorate, conțin uleiuri eterice și emană o aromă puternică, care contribuie de asemenea la reducerea transpirației.
Se pot distinge două tipuri principale de vegetație: 
1. pădurea și formațiunea de arbuști mediteraneeni;
2. stepa.

Ca și clima, vegetația reprezintă o trecere de la cea mediteraneeană spre una de stepă și apoi la deșert (Sahara). Vegetația tipic mediteraneeană, cu caracter sud-european, este specifică zonei de litoral și munților (mai ales în Tunisia de Nord, Tell și Rif și în Cyrenaica), pătrunzând în interior circa 100-150 km, maxim 200 km. Stepa ocupă regiunile mai uscate de podiș (Podișul Sotturilor, mare parte din Meseta marocană și Tunisia de Sud), cu precipitații între 200 și 350 mm anual.
Este caracteristică formațiunea de maquis, alcătuită din tufișuri sempervirescente, greu de străbătut de 1,5-3 m înălțime, în care apar: măslinul sălbatic (Cistus solvifolium), mirtul (Myrtus communis), leandrul (Nerium oleander), laurul nobil sau dafinul (Laurus nobilis), rodiul (Punica granatum), drobița (Genista), și pe alocuri palmierul pitic (Chamaerops humilis).
În funcție de masivitatea reliefului, care determină modificarea pe verticală a condițiilor climaterice și edafice, se evidențiază o etajare a vegetației. Aspectul formațiunilor forestiere din regiunea Atlasului este foarte variat, arborii comuni pădurilor fiind: stejarul-de-plută (Quercus suber) și stejarul-de-stâncă (Quercus ilex) – ambii sempervirescenți, stejarul lusitan (Quercus lusitanica), cu frunze căzătoare, apoi cedrul (Cedrus atlantica) – varietatea atlantică a cedrului libanez, pinul-de-Alep – întâlnit mai ales în Algeria și Tunisia (Pinus halepensis), tuia, tisa și specii lemnoase de ienupăr (Callitris quadrivalvis). Pădurile apar în general sub forma de insule sau fâșii înguste.
Plantele inferioare ale munților (Tell, Rif etc.) și zonele de litoral, ocupate și ele în trecut de păduri și tufișuri, au azi o vegetație tipică de hățișuri mediteraneene, de maquis.

## Vegetația de stepă
În zonele de trecere spre stepă (ce primesc 300-400 mm precipitații anual, ca Meseta marocană sau fâșia substepică de la sud de Tell) este frecventă gigifa (Zizyphus lotus), în asociații asemănătoare scrubului australian, mai mult sau mai puțin amestecat cu fistic (Pistacia atlantica) și cu palmierul pitic (Chamaerops humilis); singur, palmierul pitic formează asociația vegetală palmito.
Stepele din Algeria și Tunisia au o vegetație sărăcăcioasă, alcătuită din ierburi xerofile (graminee vivace) și mai puțin din arbuști. Ierburile cresc în tufe rare, iar arbuștii în hățișuri (Zizyphus lotus, specii de acacii) sau izolați, ca fisticul (Pistacia atlantica), cu lemnul foarte tare și rezistent la uscăciune, variații de temperatură sau furtuni. Dintre ierburile xerofile, caracteristica Podișului Sotturilor este iarba alfa (Stipa tenacissima). În stepa marocană, tufișurile sunt mai obișnuite. În Marocul de Sud-Vest se întâlnește frecvent arganierul (Argania sideroxylon), specia tropicală, reprezentând un relict al florei răspândite aici în Terțiar.

## Zonele muntoase
Înălțimea munților determină o etajare a vegetației. Aici, în urma creșterii umidității, apar păduri cu specii de copaci mediteraneeni, mai ales quercinee și conifere: stejarul de plută (Quercus suber) până la 1300 m altitudine și stejarul de stâncă (Quercus ilex) între 1000 și 1600 m, în amestec cu Pinul de Alep (Pinus pinaster) și stejarul de carmaz (Quercus coccifera). În această zonă mijlocie a munților, până la 1800-2000 m, datorită climatului mai temperat nu lipsesc nici stejarii cu frunze căzătoare.
Culmile înalte mai păstrează păduri de cedru (Cedrus atlantica) cu o înălțime de până la 45 de metri, iar la peste 3000 de metri în Maroc se dezvoltă o floră alpină cu elemente arcto-terțiare.

## plante
Flora
- - Acanthus spinosus

- Arbutus unedo
- Asparagus acutifolius
- Quercus suber
- Quercus coccifera
- Capparis spinosa
- Scolymus hispanicus
- Cistus monspeliensis
- Cistus albidus
- Crithmum maritimum
- Foeniculum vulgare
- Juniperus oxycedrus
- Medicago arborea
- Dianthus monspessulanus
- Dorycnium hirsutum
- Euphorbia characias
- Ziziphus lotus
- Myrtus communis
- Nerium oleander
- Phillyrea
- Pinus halepensis
- Posidonia oceanica
- Rosmarinus officinalis
- Salvia sclarea
- Spartium junceum
- Psoralea bituminosa
- Valerianaceae

## Sursa
- Garbacea, Virgil (1964) – Africa - geografie fizică, Editura Didactică și Pedagogică, București;